# Jean-Baptiste Sirey
Jean-Baptiste Sirey, né le 25 septembre 1762 à Sarlat-la-Canéda et mort le 4 décembre 1845 à Limoges, est un jurisconsulte français.

## Biographie
Jean-Baptiste Sirey naît à Sarlat où son père est greffier au présidial. Il embrasse d'abord la carrière ecclésiastique. Curé de Doissat en 1787, il prête serment à la constitution civile du clergé et devient vicaire général de Pierre Pontard, le nouvel évêque constitutionnel de Périgueux. Cependant, suspecté de royalisme, il est emprisonné sous la Terreur. 
Après sa libération, il collabore au Comité de législation de la Convention, puis exerce des responsabilités à la division criminelle du ministère de la Justice sous le Directoire. 
Après le 18 brumaire, il devient avoué près le Tribunal de cassation, puis avocat au Conseil d’État et à la Cour de cassation, sous la protection, semble-t-il, de Jacques de Malleville, comme lui originaire de Dordogne.
Il épouse en 1800 Joséphine Annette de Lasteyrie du Saillant (1776-1843), dite Marie-Jeanne du Saillant, fille de Charles Louis Jean Gaspard de Lasteyrie du Saillant (1740-1815), marquis du Saillant et de Saint-Viance, vicomte de Comborn et d'Objat, seigneur de La Bastide, de La Morelie et de Montbrun, co-seigneur de la ville et paréage d'Alassac et de Voutezac, Grand sénéchal du Haut et Bas Limousin en 1765, et de Élisabeth-Charlotte de Riqueti de Mirabeau (1747-1821), nièce de Mirabeau, sœur de Jean Charles Annet Victorin de Lasteyrie comte du Saillant (1768-1833), capitaine au régiment de Noailles dragons en 1786, chambellan de Napoléon Ier et préfet du département de la Lippe entre 1811 et 1813, qui lui amène le château de Comborn en dot.
Il meurt en 1845 à Limoges.

## Famille
- Pierre Sirey marié à Toinette Thibau Lagrange,
  - Jean-Baptiste Sirey (1762-1845) marié en 1801 avec Annette de Lasteyrie du Saillant (1780-1843), femme de lettres en matière d'éducation, qui possède le château de Comborn,
    - Adèle Elisabeth Antoinette Angélique Sirey (1801-1881), mariée vers 1820 avec Jean Esprit Marie Pierre Lemaire de Villeneuve (†1859), avocat,
    - Catherine Aimée Jeanne Sirey (1803-1829), mariée en 1822 avec Ambroise-Philibert-Léon Auvity (1788-1847), médecin
    - Aimé Alexis Honoré Sirey (1806-1842), avocat, marié en 1830 avec Marie Laure du Buc Duferret (1808-1900), il tue dans un duel M. du Repaire, en 1835,
    - Désirée Angélique Sirey (1813- ) mariée en 1833 avec Philippe-Auguste Jeanron (1808-1877), artiste peintre, directeur des Musées nationaux, fondateur de la société libre de peinture et sculpture, en 1830,
      - André Jean Baptiste Jeanron (1834- ),
      - Catherine Marguerite Jeanron (1841- ).

  - Alexis Jean Baptiste (1781-1834), officier de marine participa à la bataille de Trafalgar, lieutenant de vaisseau en 1812, chevalier de la Légion d'honneur en 1813[1].

## Œuvres
Il est l’auteur du Recueil général des lois et des arrêts connu sous le nom de Recueil Sirey, regroupant les principaux lois et arrêts en matière civile, criminelle, commerciale, et de droit public. Continué après sa mort, le Recueil Sirey a fusionné avec le Recueil Dalloz en 1965.
Il est aussi l’auteur de plusieurs codes annotés.
En 1794 (frimaire an III), il publie Du tribunal révolutionnaire chez l'imprimeur Du Pont, rue de la Loi.